# 圣斯德望教堂 (斯特拉斯堡)
圣斯德望教堂（Saint Stephen's Church）是一所罗马天主教教堂，位于法国下莱茵省斯特拉斯堡。1962年，被列为法国历史古迹。

## 历史
其地下室为5世纪罗马教堂的遗迹。1956年，在旧塔的下面发现梅罗文加王朝的后殿。
它重建于1220年，为罗曼式-哥特式风格。 
在1802年，该教堂被剥夺了它的钟楼，然后在1805年改为戏院。不幸的是，1944年盟军的轰炸摧毁了大部分的建筑。 
在1961年，教堂进行了修复。